# 河清 (繙譯進士)
河清，滿洲鑲紅旗人，咸豐八年戊午科繙譯舉人，己未科進士，欽點主事，籖分理藩院行走，花翎四品銜，原任四川眉州知州，誥授中憲大夫。